# Kungaskepp

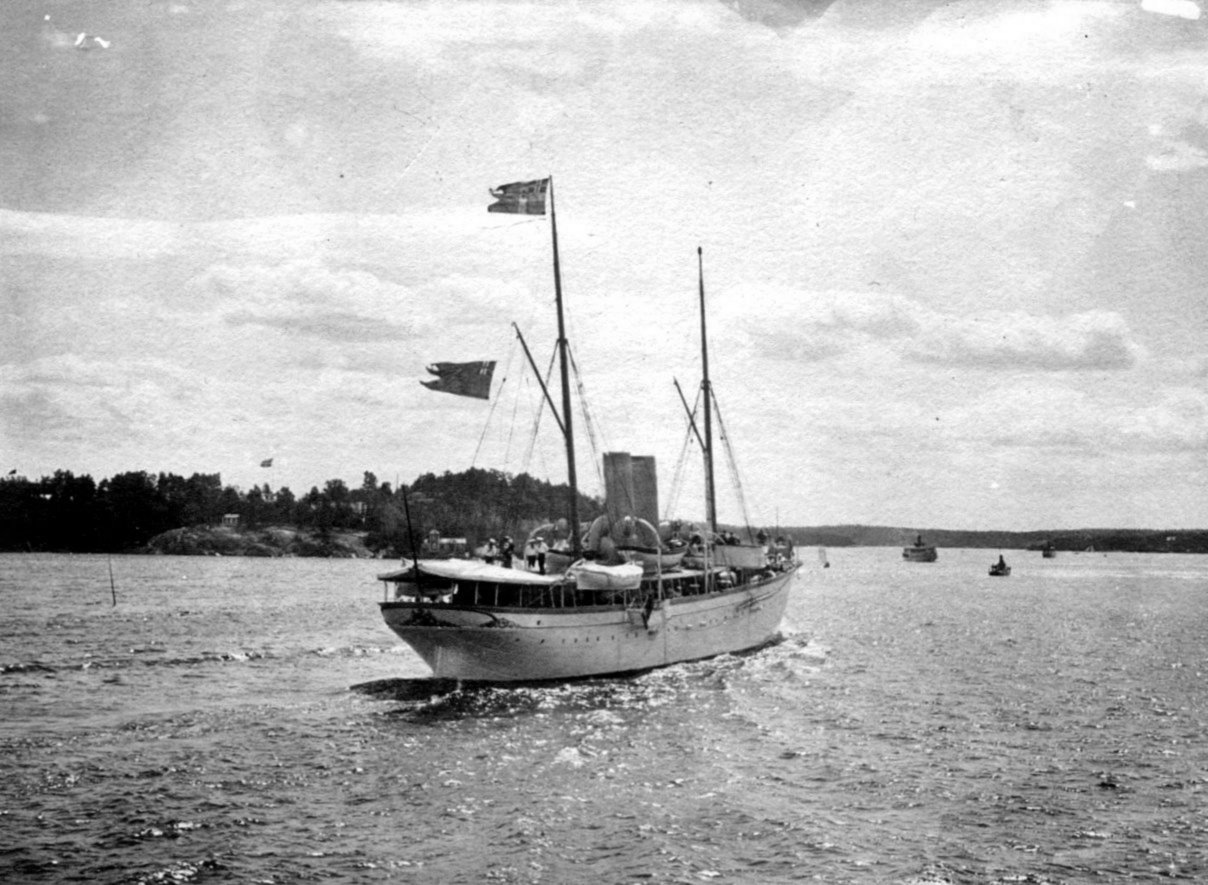
Drott

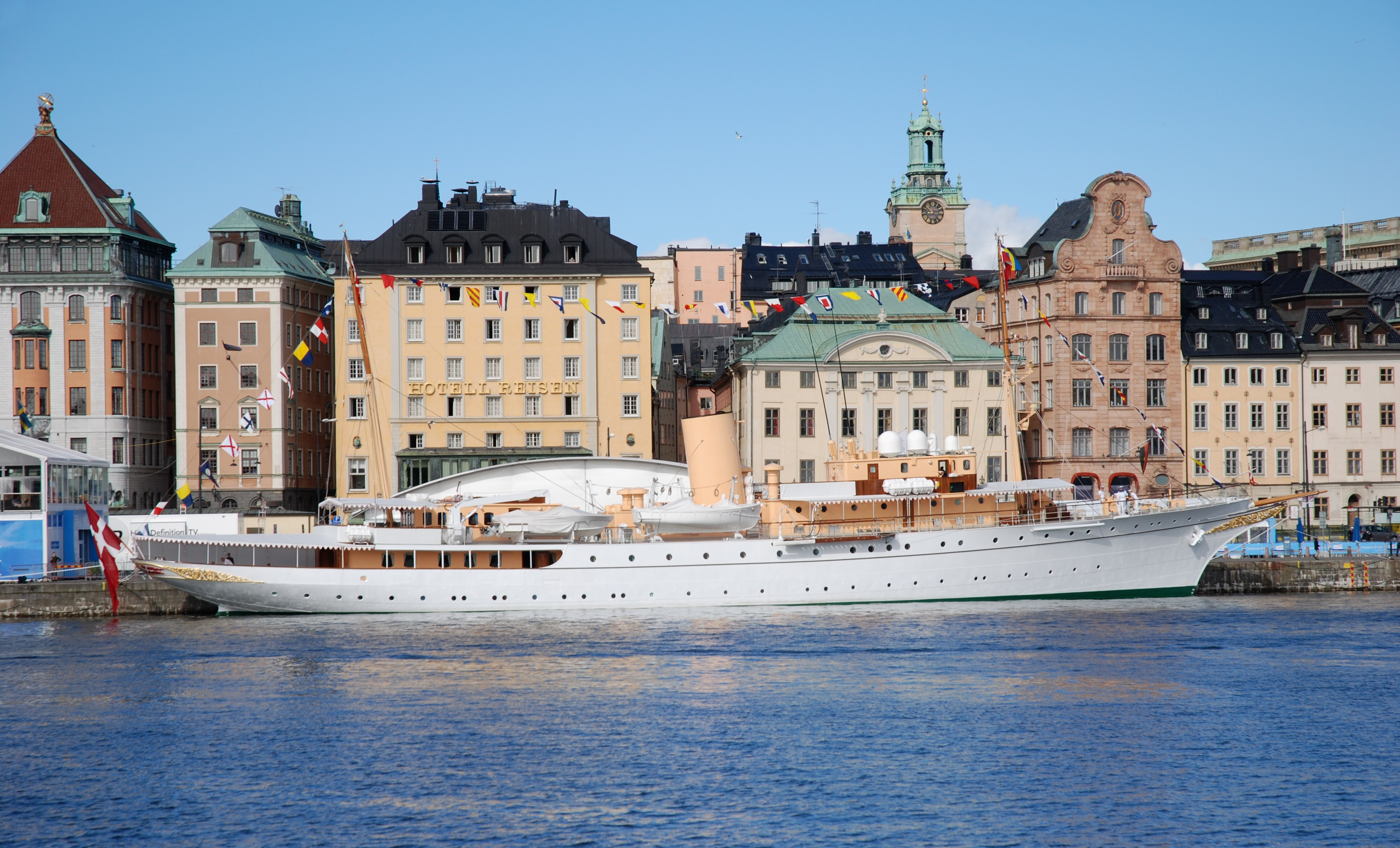
Dannebrog

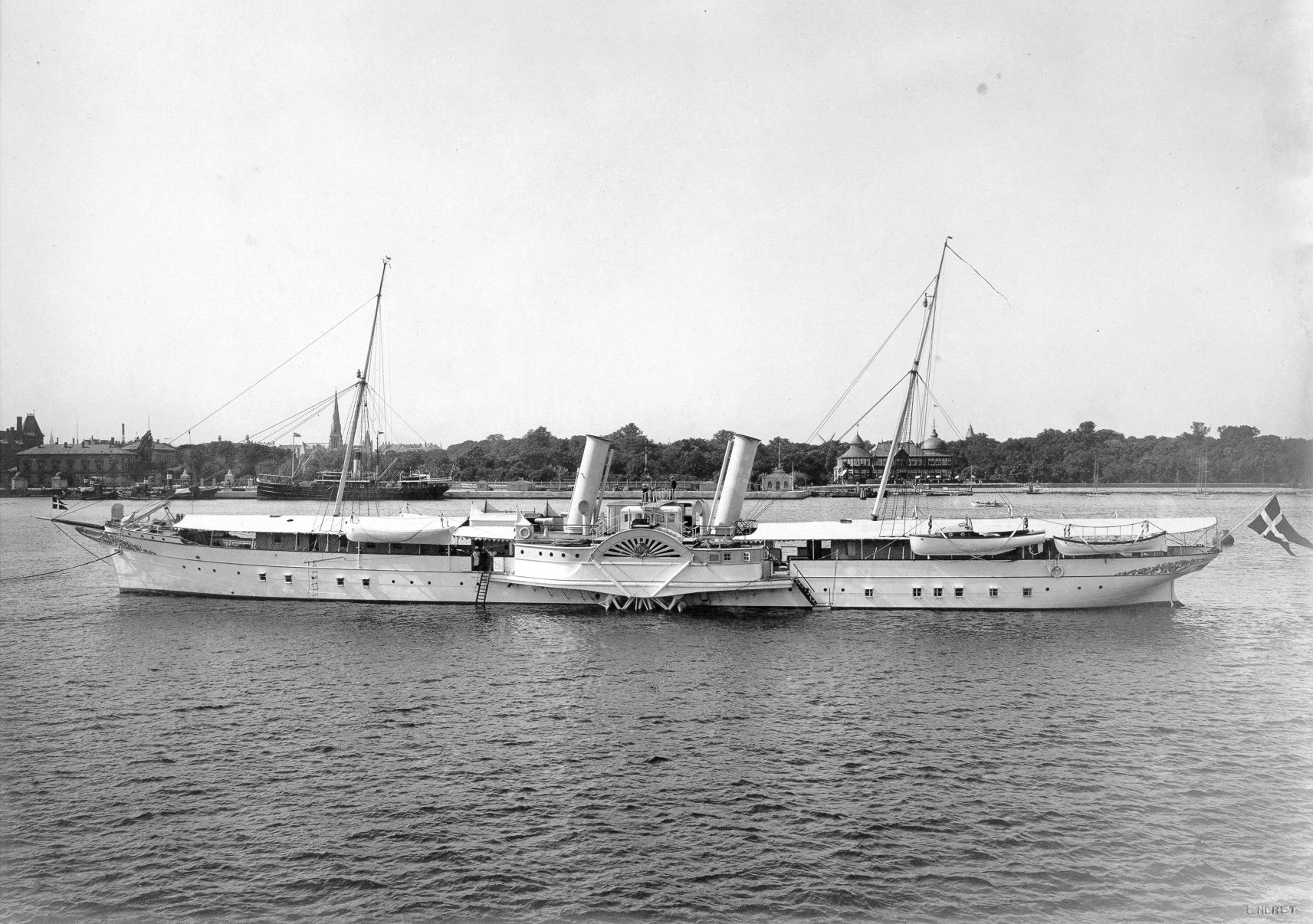
Hjulångaren Dannebrogen

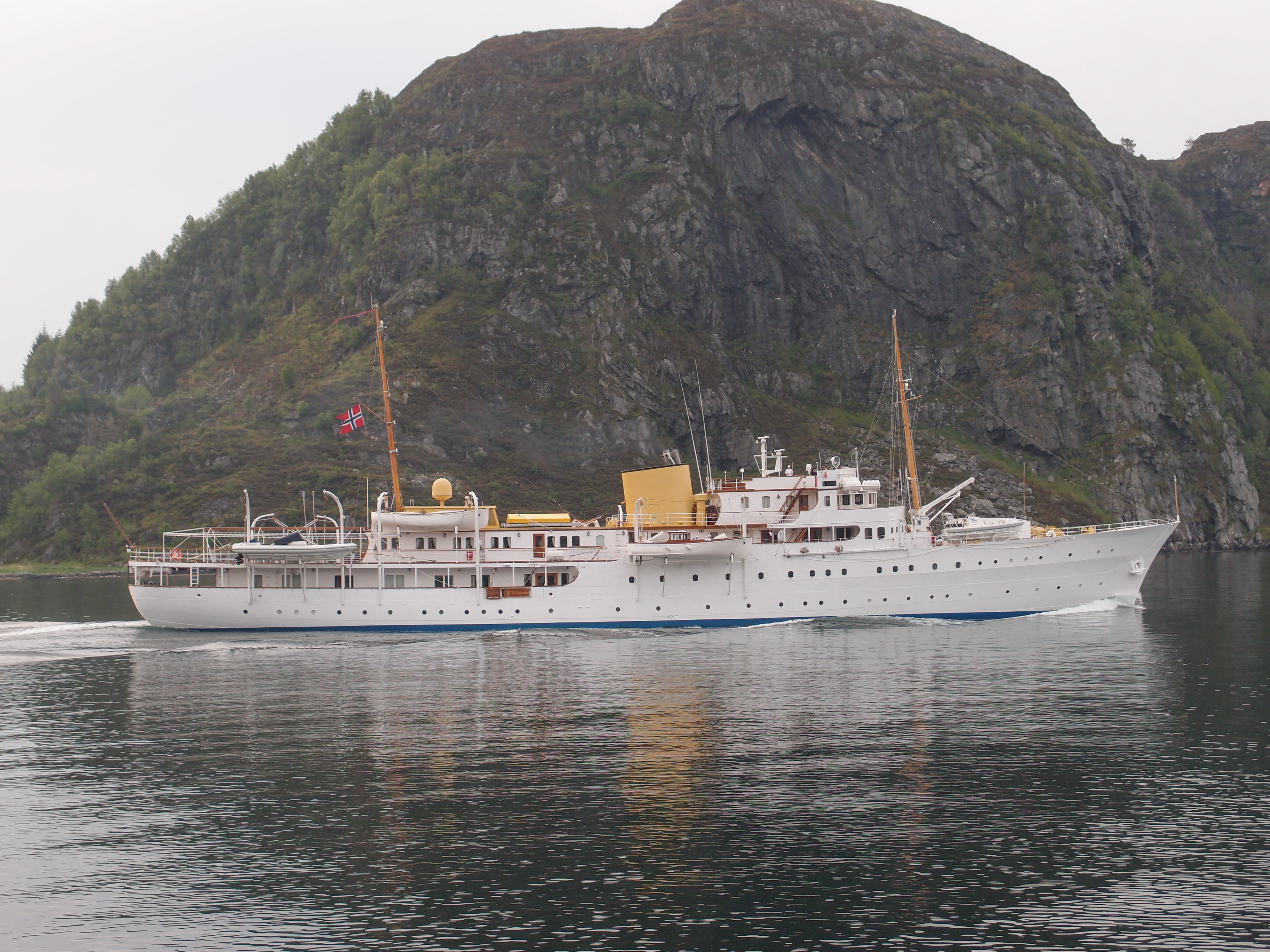
Kungaskeppet Norge

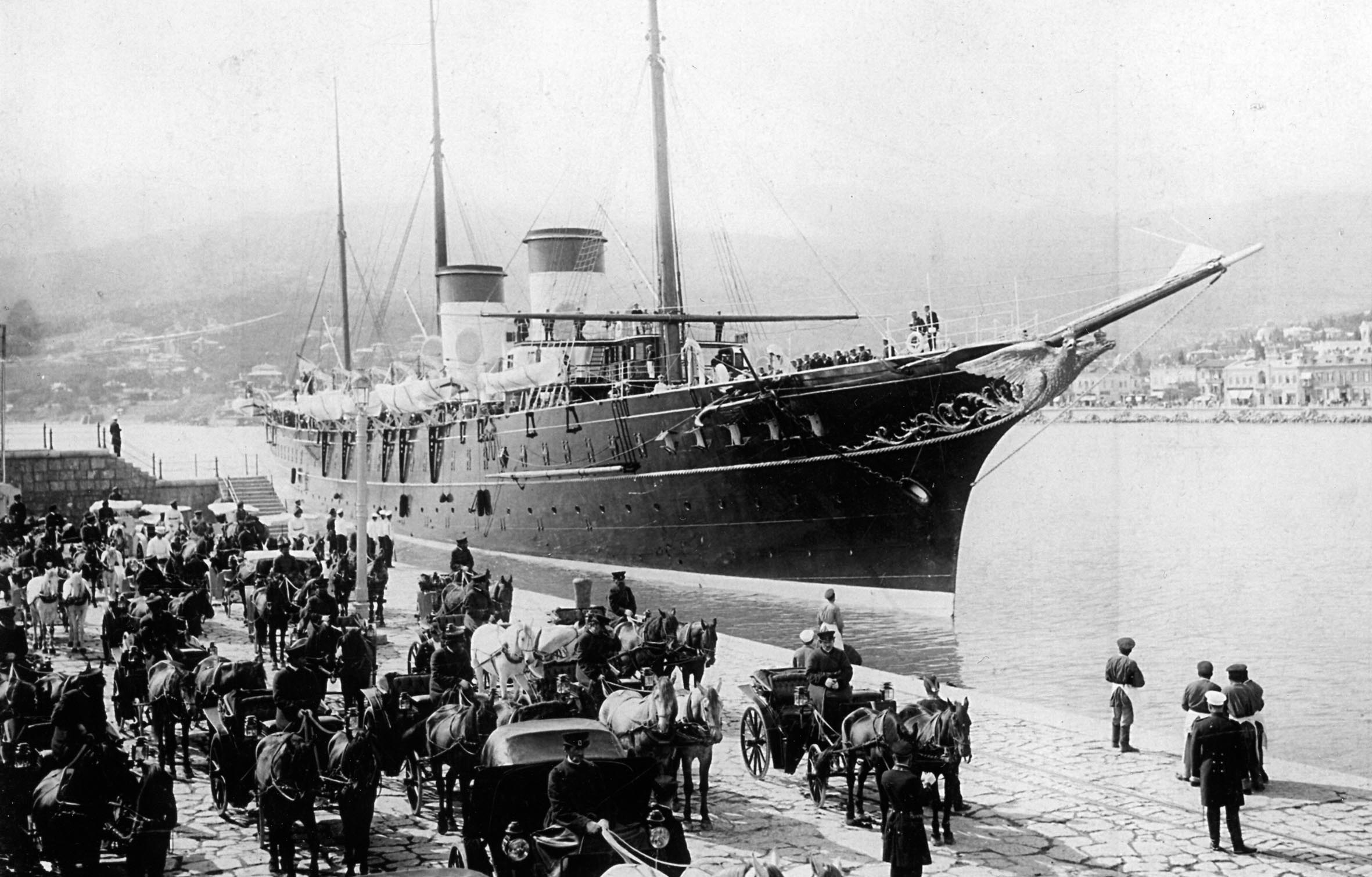
Standart på Jalta på Krim, 1917

Ett kungaskepp är ett fartyg, som tjänstgör som transportmedel för en monark. Numera har endast två länder i Europa kungaskepp, nämligen Danmark och Norge.
Kungaslupar är kända från faraonisk tid i Egypten.
Storbritannien har haft 83 kungaskepp sedan Karl II:s kungaslup byggdes omkring 1670, men sedan Britannia blev taget ur drift 1997 har det inte funnits något officiellt kungaskepp i Storbritannien. Kryssningsfartyget MV Hebridean Princess har dock chartrats av drottning Elizabeth II av Storbritannien för privata semesterresor i skotska farvatten.

## Danska kungaskepp
Den danska kungafamiljen har över historien haft en lång rad kungaskepp, varav de två senaste haft namnet Dannebrog.
- Elephanten (1687–1721)
- Sophia Amalia (1650–?)
- Elephanten (1687–1721)
- Kiel (1824–1840)
- Ægir (1841–1855)
- Slesvig (1855–1879)
- Kungaskeppet Dannebrog (1879–1932)
- Kungaskeppet Dannebrog (1932– )

## Norska kungaskepp
Haakon VII av Norge mottog kungaskeppet Norge som en gåva av det norska folket 1947. Kungaskeppet ägs av kungen, men sköts och bemannas av Sjøforsvaret. 
- KS Heimdal (1892–1946)
- Stjernen (1899–1940)
- Stjernen (II) (1945– )
- Norge (1947– )

## Svenska kungaskepp
- Tre Kronor
- Vasaorden
- Drott

## Andra kungaskepp i urval
- De Groene Draeck, Nederländerna
- HMY Britannia, Storbritannien
- Standart, Tsarryssland
- SMS Hohenzollern I, Tyska riket
- SMS Hohenzollern II, Tyska riket